# Katsuyuki Konishi
Katsuyuki Konishi (小西 克幸 Konishi Katsuyuki?,  Wakayama, Prefectura de Wakayama, 21 de abril de 1973) es un actor de voz japonés, afiliado a Ken Production. Debutó en 1997 con el rol de Volfogg/Big Volfogg en The King of Braves GaoGaiGar. En la novena edición de los Seiyū Awards, Konishi fue galardonado, junto con su colega Toshiyuki Morikawa, con el premio a "Mejor actor de reparto" por sus trabajos en Akame ga Kill! y D-frag.

## Filmografía

### Anime
- Bem (Bem)
- Maji De Watashi Ni Koi Shinasai (Shoichi Kazama o Cap)
- Agatha Christie's Great Detectives Poirot and Marple (Mister Robinson)
- Air Master (Yoshitoku Konishi)
- Ahiru no Sora (Chiaki Hanazono)
- Akagami no Shirayukihime (Sakaki)
- Akame ga Kill! (Bullat)
- Ao no Exorcist: Kyoto Fujō Ō-hen (Jūzō Shima)
- Aquarian Age: Sign for Evolution (Shingo Hirota)
- Arslan Senki (2015) (Shapur y Esfan)
- Asu no Yoichi! (Saginomiya Ukyo)
- Avenger (García)
- Ayashi no Ceres (Tōya)
- Bamboo Blade (Toraji Ishida)
- Beelzebub (Tatsumi Oga)
- Black Cat (Zaguine Axeloke)
- Black Clover (Fuegoleon Vermillion)
- Bleach (Asano Keigo, Shūhei Hisagi)
- Blood+ (Haji)
- Blue Lock (Jyubei Aryu)
- Bobobo-bo Bo-bobo (Kanemaru, Tarashi)
- Captain Tsubasa 2018 (Roberto Hongo)
- Cardcaptor Sakura (Spinel Sun, Yoshiyuki Terada)
- Chiruran: Nibun no Ichi (Serizawa Kamo)
- Daphne in the Brilliant Blue (Jirō)
- Darling in the Franxx (Hachi)
- D.Gray-man (Komui Lee, shop manager, Miranda's next-door neighbor, search unit, civilian, bill collector)
- D-frag (Kazama Kenji)
- Dear Boys (Kenji Dobashi)
- Dragon Ball Kai (Ginyu)
- Dragon Ball Super (Ginyu)
- Diabolik Lovers (Sakamaki Reiji)
- Digimon Frontier (Kōsei Minamoto, Pidmon)
- Duel Masters (Knight)
- Durarara!! (Tom Tanaka)
- Full Metal Panic! (Shirai Satoru)
- Fairy Tail (Laxus Dreyar)
- Gakuen Heaven (Tetsuya Niwa)
- GeGeGe no Kitarou (fifth series) (Shu no Bon)
- Geisters (Victor Deicius)
- GetBackers (Shunsuke Akutsu, Uryuu Toshiki)
- Golden Kamuy (Shōi Koito)
- Helck (Helck)
- Hetalia (América, Canadá)
- Inazuma Eleven GO! Chrono Stone (Zanark Abalonic)
- Immortal Grand Prix (Ricardo Montazio)
- Joker Game (Raymond Glenn, ep 7)
- JoJo's Bizarre Adventure: Golden Wind (Diavolo)
- Karin (Kenta Usui)
- Kill la Kill (Tsumugu Kinagase, Guts)
- Kiniro no Corda (Shinobu Ōsaki)0
- Kimetsu no Yaiba - Tengen Uzui
- Kishin Taisen Gigantic Formula (Hasan Pappas)
- Kyō Kara Maō! (Shori Shibuya)
- Kyōkai no Rinne 3 (Refuto)
- The Law of Ueki (Monjirō Oniyama)
- Loveless (Agatsuma Soubi)
- Abenobashi Mahō☆Shōtengai (Kōhei Tanaka)
- Macross Frontier (Ozma Lee)
- MÄR (Ash, Jupiter, Boss)
- MegaMan NT Warrior series (Kenichi Hino)
- Mirmo! (Doctor)
- Monkey Typhoon (Juterm)
- Monochrome Factor (Kou)
- My-Otome (Sergay Wáng)
- Nanatsu no Taizai (Dreyfus)
- Oh! Edo Rocket (Genzō)
- Ojarumaru (Muitsu Ichiroku)
- One Piece (Salchow)
- One Punch-Man (Tank-Top Master)
- Onmyō Taisenki (Inferno of Yatarō)
- Oushitsu Kyoushi Haine (Dueño del Café)
- Outlaw Star (Mikey)
- Pluster World (Mighty V)
- Pokémon (Ash's Snorlax, Ash's Heracross, Delibird, others)
- Pokémon Advanced Generation (James's Cacnea, Ash's Corphish, Brody, others)
- Pokémon Diamond and Pearl (James's Cacnea, Brock's Croagunk, others)
- Prison School (Gakuto)
- Raikou: Legend of Thunder (Raikou)
- Ranpo Kitan: Game of Laplace (Kagami)
- Louie, soldado Rúnico (Louie)
- Sacred Seven (Yuki Kenmi)
- Sakura Quest (Takamizawa)
- Samurai Deeper Kyo (Onimeno Kyô/ Mibu Kyôshiro)
- Sekaiichi Hatsukoi (Masamune Takano)
- Sekirei (Kaoru Seo)
- Shaman King (Amidamaru, Rakisuto Rasso, Buramuro)
- Shōkoku no Altair (Kara Kanat Süleyman)
- Shokugeki no Sōma (Sōmei Saitō)
- Shōnen Onmyōji (Guren-Touda)
- Skip Beat! (Tsuruga Ren)
- Soul Eater (Death Syce Spirit)
- Sousei No Aquarion (Shilha)
- Suisei no Gargantia (Pinion)
- Tengen Toppa Gurren-Lagann (Kamina)
- Tokyo Ghoul (Kōtarō Amon)
- Uchū no Stellvia (Commander Clark)
- Urusei Yatsura (Rei) (2022)
- Superior Defender Gundam Force (Asura)
- Transformers Energon (Optimus Prime, Overdrive)
- Trinity Blood (Radō Balfon)
- Yakitate!! Japan (Karne)
- Saint Seiya Omega (Sōma de Leoncillo)
- Togainu no Chi (Kiriwar)
- X-Men (Koichi Kaga)
- Killing Bites (Ryuji Shiina)

### Drama CD
- Sugar Code (Oodoi Kouji)
- Sekaiichi Hatsukoi (Takano Masamune)
- Pandora Hearts (Raven)
- Black Drama CD (Ren Tsuruga)
- Skip Beat! (Ren Tsuruga)
- Diabolik Lovers (Reiji Sakamaki)

### OVA
- Cardcaptor Sakura: Clear Card-hen Prologue - Sakura to Futatsu no Kuma (Yoshiyuki Terada)
- The King of Braves GaoGaiGar FINAL (Volfogg/Big Volfogg)
- Mobile Suit Gundam SEED C.E. 73: Stargazer (Sven's father)
- Saint Seiya Hades - Chapter Inferno (Phoenix Ikki y Capella de Auriga)
- Saint Seiya Hades - Chapter Elysion (Phoenix Ikki)
- Tales of Symphonia: The Animation (Lloyd Irving)

### Películas
- JoJo's Bizarre Adventure: Phantom Blood (Jonathan Joestar)
- Naruto Shippūden: La película (Setsuna)
- Bleach: The DiamondDust Rebellion (Shūhei Hisagi)

### Videojuegos
- .hack//G.U. (Sakaki)
- Onmyoji (Asura)
- Castlevania Judment (Cornell)
- Arknights (Silverash)
- Assassin's Creed (Altaïr Ibn-La'Ahad)
- Assassin's Creed 2 (Ezio Auditore da Firenze)
- Eternal Sonata (Príncipe Crescendo)
- 2nd Super Robot Wars Alpha (Volfogg/Big Volfogg)
- Galaxy Angel (Lester Cooldaras)
- Honkai Star Rail (Boothill)
- Project Zero 4 (Choshiro Kirishima)
- Saint Seiya: The Hades (Phoenix Ikki)
- Serie de The King of Fighters (Máxima)
- Samurai Deeper Kyo (Kyoshiro Mibu (Demon Eyes Kyo))
- Samurai Shodown: Warriors Rage (Hanzo Hattori)
- Super Robot Wars Alpha 3 (Volfogg/Big Volfogg)
- Tales of Symphonia (Lloyd Irving)
- Samurai Warriors 2 Xtreme Legends (Toshiie Maeda)
- Heart/Clover/Joker no Kuni no Alice (Blood Dupre)
- Gakuen Hetalia (América, Canadá)
- Diabolik Lovers (Reiji Sakamaki)
- Fire Emblem Fates (Xander)
- Dragalia Lost (Ranzal, Luther)
- Ponte en Forma Conmigo (Ryuji Shiba)
- Fire Emblem: Three Houses (Hubert von Vestra)
- Jump Force (Kenshirō)
- Love and Deepspace (Sylus)

### Tokusatsu
- Tensō Sentai Goseiger (Gosei Knight)
- Kamen Rider Ex-Aid "Tricks": Kamen Rider Para-DX (Hatena Bugster)
- Kamen Rider Gotchard (Gotchardriver)

### Doblaje
- CatDog (Cat) (Jim Cummings)
- Euphoria (Fezco)

## Música
- Como parte del grupo "Kangoku Danshi (監獄男子)", participó del opening Ai no Prison (愛のプリズン) y del ending Tsumibukaki Oretachi no Sanka (罪深き 俺たちの賛歌) de Prison School.[2][3]